# 特雷爾 (明尼蘇達州)
特雷爾（英語：Trail）是一個位於美國明尼蘇達州波爾克縣的城市。

## 歷史
特雷爾因當地曾有印第安人定居而得名。特雷爾的郵局自1910年起營運至今。

## 人口
根據2020年美國人口普查的數據，特雷爾的面積為2.59平方千米，皆為陸地。當地共有人口40人，而人口密度為每平方千米15人。